# Karina (chanteuse)
Pour les articles homonymes, voir Karina.
María Isabel Llaudes Santiago, née le 4 décembre 1945 à Jaén, mieux connue sous le nom Karina, est une chanteuse espagnole.

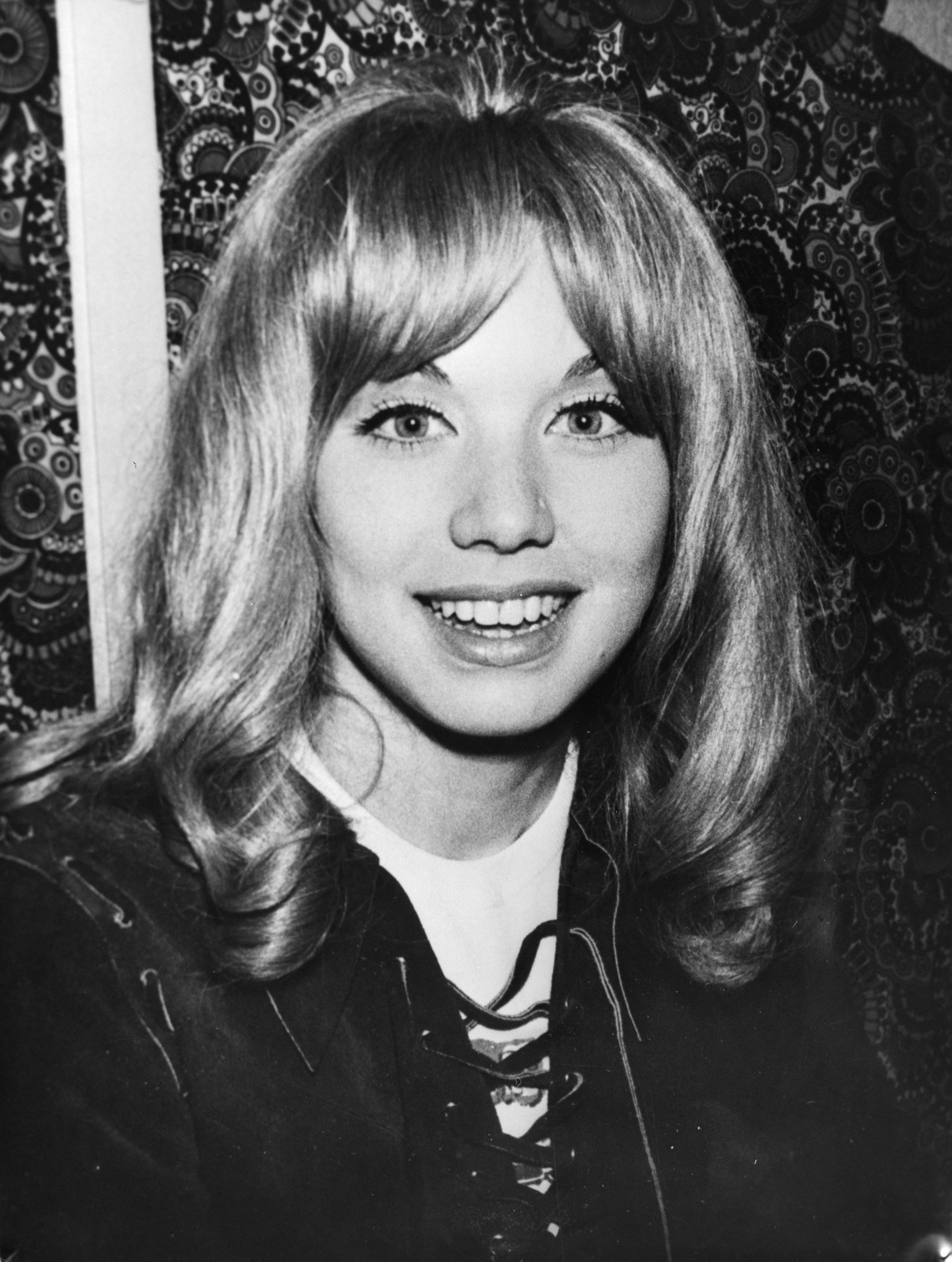
Karina en 1971

Elle est notamment connue pour avoir représenté l'Espagne au Concours Eurovision de la chanson 1971 à Dublin avec la chanson En un mundo nuevo, qui termina à la deuxième place.